# Агностицизам
Агностицизам је став да се постојање божанстава не може утврдити, нити доказати. Реч агностицизам први је почео да користи Томас Хенри Хаксли 1876. године, на састанку Друштва Метафизичара, а користи се и за оне који нису убеђени или не придају значаја сазнању о постојању божанстава или других такозваних духовних појава. Реч агностик води порекло од грчког α (без) и γνώσις (знање).
Агностицизам сматра да је истинитост одређених тврдњи, посебно тврдњи везаних уз постојање или непостојање било каквог божанства, али и других религијских и метафизичких тврдњи, непознато и, према тренутним сазнањима, неспознатљиво. Агностицизам се може дефинисати на различите начине. Некад се користи за означавање недоумице или скептичког приступа. Према неким сватањима, агностицизам је став о разлици између веровања и знања, уместо става о некој конкретној тврдњи или веровању. Агностик је особа која нити верује да бог постоји, нити верује да бог не постоји, док неверник (атеиста) или не верује да постоји или верује да не постоји, а верник (теиста) верује да постоји. У ужем смислу, агностицизам је став да човечанство тренутно не поседује потребно знање и/или разум за рационално оправдавање односно доказивање да божанства постоје или не постоје.
Томас Хенри Хаксли, енглески биолог, сковао је израз агностик у 1869. Међутим, ранији мислиоци и писана дела спомињала су агностичку перспективу. Међу њих спадају Протагора, грчки филозоф из 5. века п. н. е, те мит о стварању из Насадија Сукте у Ригведама, древном тексту на санскрту. Откад је Хаксли сковао израз, многи други мислиоци доста су писали о агностицизму.

## Дефинисање агностицизма
Центри за демографска истраживања по правилу не праве разлику између разних типова нерелигиозних анкетираних особа, те се агностици често сврставају у исту категорију као и атеисти или друге нерелигиозне особе.
Неки извори користе агностичан у смислу уздржан. Агностицизам се често преклапа с другим системима веровања. Агностички теисти за себе кажу да су и агностици и следбеници одређене религије, а агностицизам виде као оквир за размишљање о природи веровања и њиховом односу према откривеним истинама. Неке нерелигиозне особе, попут писца Филипа Пулмана, одређују се и као агностик и као атеиста. За разлику од њих, филозоф Вилијам Л. Роу каже да у је популарном смислу агностик особа која ни верује нити не верује да божанство или божанства постоје, док теиста и атеиста верују, односно не верују, те да је у строгом смислу агностицизам став да је људски разум неспособан да рационално оправда веровање да божанства постоје или не постоје.
Томас Хенри Хаксли је изјавио:
Агностицизам заправо није вера, него метода, која је темељена у ригорозној примени једног принципа. У позитивном смислу принцип се може написати као: Код интелектуалних ствари, следи свој разум колико год далеко те одвео, без обзира на било што друго. У негативном смислу: Код интелектуалних ствари не претварај се да су недоказани или недоказиви закључци сигурни.

### Етимологија
Појам агностик (грчки: α- [] — „без” + γνώσις [] — „знање”) Томас Хенри Хаксли употребио је у говору на састанку Метафизичког друштва 1869. године како би описао своју филозофију која одбија све тврдње о духовном или мистичном знању. Вође ране хришћанске цркве служили су се грчком речи гносис (знање) како би описали „духовно знање”. Агностицизам не треба мешати с религијским ставовима који се опиру древном религијском покрету гностицизму; Хаксли је појам користио у ширем, апстрактнијем смислу. Хаксли је дефинисао агностицизам не као веру већ као методу скептичног испитивања темељеног на доказима.
У протеклим годинама научна литература везана уз неуронауку и психологију реч је користила у значењу „неспознатљиво”.
У техничкој и маркетиншкој литератури на енглеском језику „агностично” често има значење слично изразу „независно (од)”, на пример „platform agnostic” (независно од платформе) или „hardware agnostic” (хардверски независно).

### Одређивање агностицизма
Филозоф Дејвид Хјум сматрао је да су смислене тврдње о свемиру обавезно ограничене неким нивоом двојбе. Он је тврдио да, како људи нису непогрешиви, не могу доћи до апсолутне сигурности, осим у тривијалним случајевима кад је тврдња истинита по дефиницији (нпр. таутологије попут „све нежење су неожењене” или „сви троуглови имају три угла”). Све рационалне изјаве којима се износе чињеничне тврдње о свемиру које почињу с „Верујем да...” су једноставно скраћенице за „На основи мог знања, схватања и интерпретације доступних доказа, несигурно верујем да...”. На пример, кад неко каже „Верујем да је Ли Харви Освалд убио Џона Кенедија”, не износи апсолутну истину, него несигурно уверење утемељено на интерпретацији прикупљених доказа. Иако неко може подесити будилник претходног дана верујући да ће га пробудити, то уверење није сигурно — начето је малим, али коначним ступњем сумње (сат или његов механизам за буђење могу се покварити или особа може умрети пре него ли се будилник огласи).
Католичка црква види вредност у разматрању нечег што назива парцијалним агностицизмом, посебно оне системе који „не циљају на стварање комплетне филозофије Неспознатљивог, него на искључивање посебних врста истина, првенствено религијских, из домене знања”.
Међутим, Црква се кроз историју противила потпуном порицању способности људског разума да спозна Бога. Ватикански савет, ослањајући се на библијски текст, прогласио је да се „Бог, почетак и крај свега, може, природном просветљеношћу људског разума, са сигурношћу спознати из резултата стварања” (Const. De Fide, II, De Rev.).

## Критика
Агностицизам је критикован из различитих перспектива. Неки религијски мислиоци агностицизам виде као ограничење способности људскога ума за спознавање других видова стварности односно других начина спознаје, осим чистог материјализма. Неки атеисти пак критизирају употребу израза агностицизам као функционално неразлучивог појма од појма односне идеје атеизма. Овај облик критике резултира у честом критиковању оних који се прозивају агностицима само како би избегли да буду етикетирани као атеисте.

### Верска критика
Агностицизам као такав, односно неки његови видови проглашавају се бесмисленим, јер људско биће може спознати и такве неопипљиве категорије попут Бога односно душе, јер су људски интелект, мисли и човекова душа такође нешто неопипљиво, нематеријално, а ипак постоје. Користи се једноставна логика, ако нешто није могуће видети очима и измерити, то не повлачи закључак да то нешто неопипљиво не постоји, примери су гравитација, ентропија или мисао.
Такође, неки мислиоци кажу да је могуће живети само уз признавање Божје егзистенције (etsi Deus non daretur), или њено негирање (etsi Deus daretur) јер је свако негирање Бога заправо ефективно атеизам, што је исти ишод атеистичкој критици агностицизма, само с другачијег полазишта.

### Атеистичка критика
Према Ричарду Докинсу, разлика између агностицизма и атеизма је незгодна и зависи од тога колико смо близу нули спремни оценити вероватноћу постојања било каквог божанског бића. С обзиром да у пракси није вредно успоређивати вероватноћу нула с оном практично једнаком нули, Докинс преферира да се изјашњава као „дефинитивни атеиста”. Свој став описује лествицом од 1 до 7. На тој лествици 1 значи „100-постотна вероватноћа Бога”. Особа која на тој лествици има 7 била би особа која каже „Знам да не постоји Бог”. Докинс себе на лествици смјешта на број 6, што описује као „Не могу бити потпуно сигуран, али мислим да је Бог врло невероватан и живим свој живот под претпоставком да нема Бога”, али нагиње према 7. О себи Докинс још каже и „Ја сам агностик само до оног нивоа до којег сам агностик у погледу вила на дну врта.” Докинс уједно идентификује две категорије агностика; привремени агностици у пракси (енгл. Temporary Agnostics in Practice) и стални агностици у принципу (енгл. Permanent Agnostics in Principle). Докинс привремени агностицизам сматра потпуно разумном позицијом, али стални агностицизам види као „неодлучност, интелектуални кукавичлук”.

## Етимологија
Агностик (из античког грчког ἀ- [] што значи „без” и γνῶσις [] што значи „знање”) је реч коју је Томас Хенри Хаксли користио у говору на састанку Друштва Метафизичара 1876. године да би описао своју филозофију која одбија све тврдње о духовном и мистичном знању. Ране хришћанске вође су користили грчку реч гносис (знање) да би описали „духовно знање”. Агностицизам се не сме побркати са религиозним погледима, конкретно оним супротним гностицизму, религиозном покрету из античке грчке; Хаксли је овај термин користио у много ширем, апстрактнијем значењу. Хаксли је дефинисао агностицизам не као веру, већ као метод скептичног истраживања, базираног на доказима.
Последњих година, у научној литератури која се бави неуронауком и психологијом, ова реч се користи да опише „нешто што се не може знати”. У технолошкој и маркетиншкој литератури, агностик има значење ближе речи „независно” на пример „хардвер агностик”.

## Тврдње
Агностици могу да тврде да је немогуће доћи до потпуног и сигурног духовног сазнања; неки допуштају да је то и могуће, али они лично немају такво сазнање. Агностицизам у оба случаја укључује скептицизам према религиозним веровањима.
Неки агностици верују да религијска веровања нису доказана или их је немогуће доказати. Агностик, рецимо, може да сматра да религијске норме треба да буду доказане како и научне, евентуално користећи научне методе.
Најпознатији агностици (у модерном схватању речи) били су Томас Хенри Хаксли, Чарлс Дарвин и Бертранд Расел. Неки сматрају да је Дејвид Хјум у својим радовима, пре свега у Дијалозима о природној религији, исказао агностичарске ставове, мада око тога има неслагања.

## Варијације
Теисти и јаки атеисти доносе закључке о свету: теисти да „Бог постоји”, а јаки атеисти да „Бог не постоји”. Агностици доносе овакав закључак о овим ставовима: „Човек не може да зна да ли Бог постоји или не”.
Варијације укључују:
- јак агностицизам — мишљење да је немогуће знати да ли божанства постоје, или да барем људи то не могу сазнати;
- слаб агностицизам — мишљење да се тренутно не зна да ли божанстава постоје, али да у принципу може да се сазна; слаб агностик зато не доноси закључке док се не прикажу јаки докази;
- апатетични агностицизам — идеја да је питање постојања божанстава небитно, јер нема практичних последица;
- моделни агностицизам — идеја да се не може са сигурношћу потврдити да ли божанства постоје или не, али да се рационалном аргументацијом може доћи до закључка.